# 湯浅宗光
湯浅 宗光（ゆあさ むねみつ）は、鎌倉時代の武士。湯浅宗重の七男。

## 経歴・人物
建久8年（1197年）文覚より紀伊阿氐河荘下司職を譲られるが、正治元年（1199年）8月、領家の四条隆房より狼藉を停止するよう命じられる。承元4年（1210年）2月、幕府より相伝の職として阿氐河荘の地頭職を安堵された。
承久元年（1219年）8月、熊野神人に訴えられ対馬に流されたが、その所領は子の宗業（宗成）に安堵され、2年後の承久3年（1221年）閏10月に戻されて阿氐河荘、保田荘・田殿荘・石垣河北荘の地頭職に安堵され、以降、保田氏を名乗るようになる。
元仁元年（1224年）頃、神護寺領紀伊国挊田荘の境界に関する争論では、京都において高野山の住僧・勝悟と対決した。宗重の庶子でありながら、保田氏が湯浅一族の主導的立場に立つ基礎を築いた。のちに出家し、浄心と号した。
その後、寛喜3年（1231年）4月の湯浅景基寄進状の筆頭に名がみえ、嘉禎4年（1238年）10月に一族が八条辻固に結番されたとき、3番の筆頭を務めた。